# Мазлианико
Мазлиа́нико (итал. Maslianico) — коммуна в Италии, располагается в регионе Ломбардия, подчиняется административному центру Комо.
Население составляет 3447 человек, плотность населения составляет 2651,54 чел./км². Занимает площадь 1,3 км². Почтовый индекс — 22026. Телефонный код — 031.
Покровителем коммуны почитается святой апостол и евангелист Иоанн Богослов, празднование 27 декабря.